# Болотово (Заокский район)
Болотово — деревня Заокского района Тульской области.
В рамках административно-территориального устройства входит в Русятинский сельский округ Заокского района, в рамках организации местного самоуправления включается в Малаховское сельское поселение.

## География
Деревня находится в северной части Тульской области, в зоне хвойно-широколиственных лесов, вдоль притока реки Скниги, на расстоянии примерно 1 км от Симферопольского шоссе, 3 км до станции «132 км» Курского направления.

### Климат
Климат характеризуется как умеренно континентальный. Среднегодовая многолетняя температура воздуха составляет 4,6 °С. Средняя температура воздуха самого холодного месяца (января) — −10,3 °C (абсолютный минимум — −33,9 °C); самого тёплого месяца (июля) — 18,2 °C (абсолютный максимум — 33,2 °C). Безморозный период длится в течение 132—147 дней. Продолжительность вегетационного периода составляет около 180 дней. Среднегодовое количество атмосферных осадков составляет 572 мм, из которых большая часть (около 70 %) выпадает в тёплый период. Снежный покров держится в течение 135 дней. Среднегодовая скорость ветра составляет 3 м/с.

## История
В XVIII веке деревня принадлежала А. Т. Болотову, жившему в родовой усадьбе в селе Дворяниново.

## Население
| 1897 | 2002 | 2010 |
| ---- | ---- | ---- |
| 179  | ↘50  | ↘32  |

По итогам Первой Всеобщей переписи населения (1897 г.) в сельце Болотово (Трухино) было 19 дворов, 82 жителя мужского пола, 97 жителей женского пола.

## Инфраструктура
Личное подсобное хозяйство с зоной сельскохозяйственного использования, индивидуальная застройка усадебного типа.

## Транспорт
Деревня доступна автотранспортом.